# Grobniki (zniesiona osada)
Grobniki (do 1945 Gröbnig) – dawna osada w Polsce, w województwie opolskim, w powiecie głubczyckim, w gminie Głubczyce.  Miejscowość zniesiona 1 stycznia 2017.